# 보건식

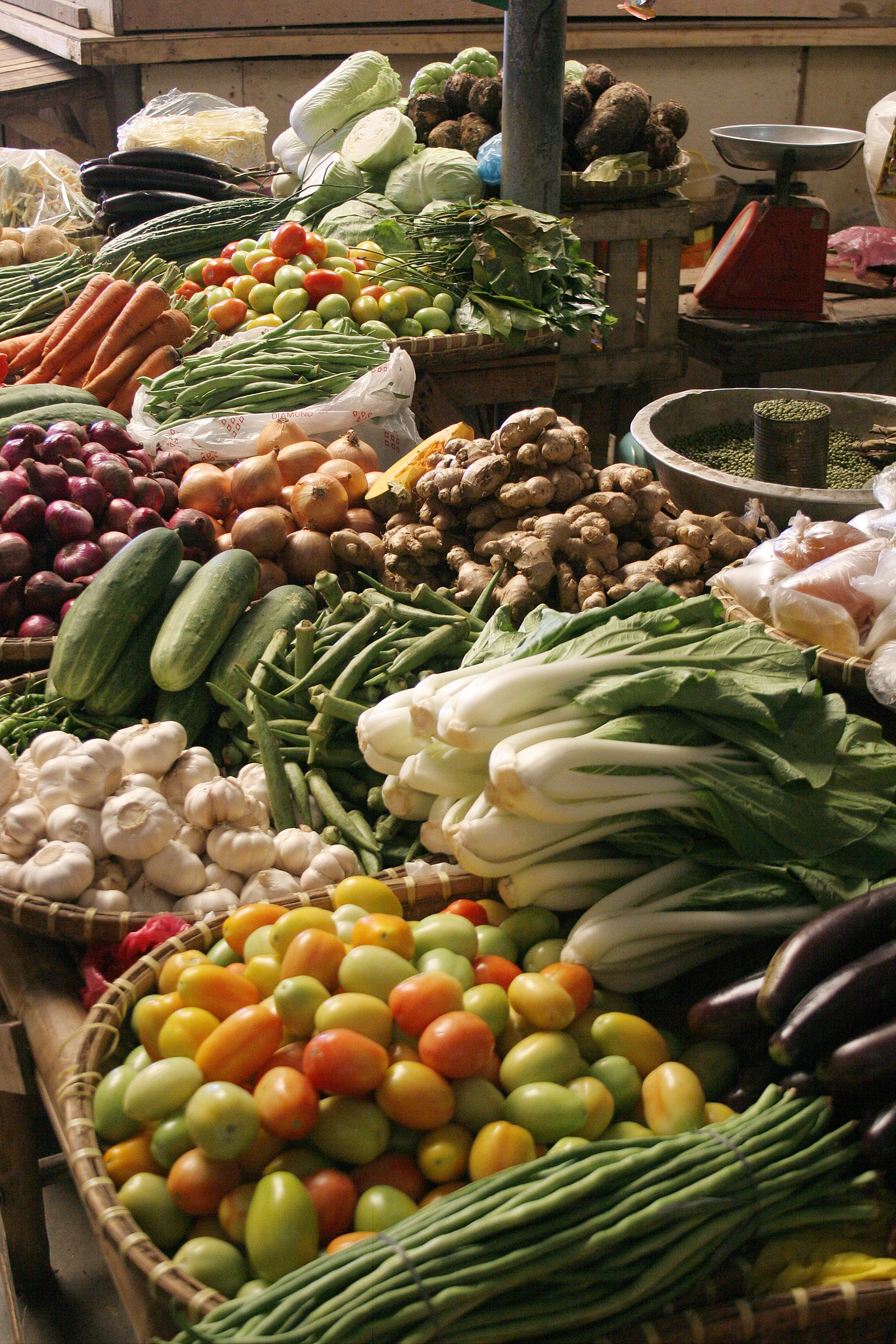
잎이 있는 녹색 채소, 부추, 십자화과 채소는 보건식의 필수 요소이다.

보건식(保健食) 또는 헬시 다이어트(영어: healthy diet)는 전반적인 건강을 유지, 개선하는데 도움을 주는 것이다. 건강식(健康食)이라고도 한다.
보건식은 인체에 필수적인 영양분을 공급한다: 액체, 적절한 필수 아미노산(단백질에서), 필수 지방산, 비타민, 미네랄, 적절한 칼로리. 보건식의 필수조건은 다양한 식물성 음식과 동물성 음식으로부터 충족할 수 있다. 보건식은 필요한 에너지 보충을 지원하며 독성에 노출되지 않게 하고 과도한 양을 섭취 시에도 체중이 급격히 늘지 않게 하면서 영양분을 제공해준다. 칼로리 부족이 문제가 되지 않는 경우, 적절하고 균형있는 다이어트(운동 포함)가 비만, 심장병, 제2형 당뇨병, 고혈압, 암과 같은 발병 위험을 낮추는데 중요한 역할을 한다.

## 같이 보기
- 기능성 식품
- 음식